# Шавріна Катерина Феоктистівна
Катерина Феоктистівна Шавріна (нар. 15 грудня 1942, Пишма, Свердловська область) — радянська і російська співачка, виконавиця народних пісень. Заслужена артистка РРФСР (1983), народна артистка Російської Федерації (1995). Єдина радянська співачка, яка виступала двічі (1981, 1983 роки) із сольними концертами в залі засідань Організації Об'єднаних Націй.

## Життєпис
Катерина Шавріна народилася 15 грудня 1942 року в селищі Пишма Свердловської області Російської РФСР. Батько — Шаврін Феоктист Євстигнійович, водій. Мати — Мостовщикова Феодосія Євгенівна, домогосподарка. Батьки були старовірами. Є брат і п'ять сестер. Катерина росла в Пермі. У дитинстві їй була зроблена операція, бо вона майже до чотирьох років не могла говорити. Батьки померли рано.
Працювала прибиральницею в Будинку культури імені Свердлова і контролером в цеху «Динаміка» на Пермському телефонному заводі. На сцені дебютувала у 14 років, на Всесоюзному огляді художньої самодіяльності в Москві. Виконувала соло в Осінському російському народному хорі Пермської області. У 16 років вступила до Державного Волзького народного хору в Куйбишеві (нині Самара) — він тоді гримів, став першим хором, які виїхали за кордон, до Франції. Закінчила в Москві Всеросійську творчу майстерню естрадного мистецтва, Училище імені М. М. Іпполітова-Іванов (вступити туди їй допомогла Людмила Зикіна) і театрального мистецтва імені Анатолія Луначарського.
Медичні враження дитинства, мабуть, позначилися на виборі Катерини. Вона вступила до медичного інституту, однак не здала сесію за перший курс, коли пішла латинь, їй не вистачало часу, оскільки одночасно з навчанням вона займалася відразу в трьох самодіяльних гуртках.
Популярність Катерині Шавріній принесли пісні «Нарьян-Мар», «Колокольчики» та «Тополя», написані композитором Григорієм Пономаренком.
У 1964 році стала солісткою Москонцерту.
У різний час учасниками ансамблю, що акомпанували Катерині Шаврин, були відомі нині музиканти — наприклад, Михайло Шуфутинський. Кілька років Катерина Шавріна виступала в дуеті з Михайлом Котляром.
У 1967 році знялася у фільмі «На дві години раніше». У 1969-му з'явилася в картині «Москва в нотах», виконавши в ній пісню «Що було, то було».
У 1972 році пісня виконавиці «Гляжу в озёра синие» прозвучала в серіалі «Тіні зникають опівдні».
У 1981 році закінчила ГІТІС імені Луначарського, факультет режисури, майстерня І. Шароєва. У ГІТІСі однокурсниками Катерини Шавріної були Алла Пугачова, Павло Слободкін, Олексій Козлов.
Катерина Шавріна об'їздила з гастролями весь СРСР, а також деякі закордонні країни. Крім народних пісень її репертуар включає естрадні композиції і частівки під баян. Нині артистка виступає з трьома сучасними програмами та двома фольклорними.
Катерина Шавріна здатна співати навіть без музичного супроводу і тоді слухачі можуть душею відчути такі її хіти, як: «Ромашковая Русь», «Горькая рябина», «К нам приехал», «Отцвела сирень», «Накуролесила», «Безмужняя», «Выйду на улицу», «Счастье женское», «По Дону гуляет», «Трава-мурава», «Серёжа», «Белая черёмуха» та багато інших.
Наприкінці 1980-х років вона перебувала в Німеччині про що згадувала: "В нашій країні тоді все заглохло. Театри закрилися, «Москонцерт» розвалився, не було роботи. Ось я під час перебудови і поїхала працювати до Німеччини. Виступала в Берліні, співала в ресторані «Катюша». І знову ж таки, прибиралася в однієї мільйонерки, вона мені дуже добре платила. Двоповерхова квартира у неї, велика дуже ".
У 90-ті роки 20 століття Катерина Феоктистівна змінює свій імідж, у чому їй допомогли композитор Віталій Окороков, який згодом став її музичним продюсером, і поет Борис Шифрін. У репертуарі співачки з'являються нові серйозні романси та веселі міські пісеньки.
У 2000-і році знялася в ролі самої себе в серіалі «Щасливі разом».
У 2008 році взяла участь у проекті «Ти суперстар».
У 2009 році взяла участь в телешоу «Дві зірки». Заспівала в дуеті з керівником академічного ансамблю пісні і танцю Внутрішніх військ МВС Росії генерал-майором Віктором Єлісєєвим.
У 2010 році один з випусків авторської програми Олега Нестерова «По хвилі моєї пам'яті» (Канал «Час» — Перший канал. Всесвітня мережа) був присвячений Катерині Шавріній.
Про Катерину Шавріну зняті телевізійні фільми: Пісні Росії (1978), Миттєвості… (1986), Доля-судьбінушка (1994).
У березні 2014 року потрапила в ДТП на 36-му кілометрі федеральної дороги А-101 Москва — Рославль. Не впоралася з керуванням і вилетіла на зустрічну смугу на своєму Honda CR-V, де автомобіль лоб в лоб зіткнувся з Audi A4. Сестра співачки, 62-річна Тетяна Мудрецова, загинула на місці. Шавріна, ще одна пасажирка (друга сестра Радіада Турнаєва) «Хонди» і пасажир «Ауді» отримали серйозні травми. У співачки були діагностовані закрита черепно-мозкова травма, струс головного мозку та перелом лицьового скелета. Було порушено кримінальну справу за ч. 3 ст. 264 КК РФ «Порушення правил дорожнього руху і експлуатації транспортних засобів, що призвело з необережності смерть людини». У січні 2015 року кримінальну справу відносно Шавріної було закрито у зв'язку з примиренням сторін.

## Дискографія

### Альбоми
1. 1985 — «Я песню русскую пою»
2. 1994 — «Понарошку»
3. 1996 — «Утопи меня в любви»
4. 1996 — «Ах, зачем эта ночь…»
5. 2001 — «Ой, мороз, мороз»
6. 2001 — «Имена на все времена»
7. 2002 — «Трава-мурава»
8. 2003 — «Русские народные песни»
9. 2003 — «Я никогда так не любила»
10. 2004 — «Любовное настроение»
11. 2006 — «Тополя»
12. 2007 — «Гляжу в озёра синие»
13. 2008 — «Ромашковая Русь»
14. 2009 — «Моя любовь не тает»
15. 2010 — «Песни о России»
16. 2011 — «Над рекою туман»
17. 2013 — «Налей бокал!»
18. 2013 — «Верила, верю!»
19. 2015 — «Разлюли-малина»
20. 2017 — «Избранное»

## Особисте життя

### Родина
Катерина Шавріна була цивільною дружиною композитора Григорія Пономаренка. Син Григорій Григорович Шаврін (нар. в 1963 році).
У 1983 році вийшла заміж за музиканта Григорія Лаздіна (помер у 2005 році). У подружжя народилися дівчатка-двійнята Жанна та Елла. Є онуки.
Син Григорій — модельєр чоловічого одягу. Дочка Елла — випускниця Фінансової академії, вчилася в Австралії, де отримала диплом магістра. Друга дочка Жанна закінчила 3-й Московський медичний інститут.
Живе в центрі Москви — біля Нікітських воріт. Має нерухомість на Кіпрі (в Айя-Напі) та в Чорногорії (біля міста Бар).
Дружить з Оленою Леніною, вони часто спільно проводять відпочинок за кордоном.

### Інтереси та захоплення
Катерина Шавріна має перший юнацький розряд по лижах, ковзанах, акробатики. Не п'є, не курить. Любить класичну музику, історичні книги, театр і кіно. Улюблений вид мистецтва — балет. Любить тварин. Серед домашніх улюбленців у Шавріної живе кішка породи шотландська висловуха та маленька собачку породи японський хін.

## Звання та нагороди
.
- Заслужений артист РРФСР 1983.
- Народний артист РФ 1995.
- Премія Ленінського комсомолу.
- Премія Московського комсомолу.
- Орден «За самовіддану працю на благо Вітчизни».
- Золотий орден «Служіння мистецтву».
- Мала золота медаль «Меценат сторіччя».
- Є почесним громадянином 11 міст.